# Zamia purpurea
Zamia purpurea es una especie de planta perteneciente a la familia Zamiaceae. Es un endemismo de México donde se distribuye por en Veracruz y Oaxaca. Su hábitat natural son los bosques húmedos de las tierras bajas subtropicales o tropicales. Está considerada en peligro de extinción por la pérdida de hábitat. 

## Hábitat
Esta especie crece en bosque siempreverde o perennifolio principalmente casi como una planta de sotobosque, generalmente en afloramientos de piedra caliza en el suelo del bosque húmedo.
La destrucción del hábitat como resultado de la tala para los cultivos y el pastoreo ha tenido un efecto nocivo sobre las plantas en el medio silvestre.

## Taxonomía
Zamia purpurea fue descrita por Vovides, J.D.Rees & Vázq.Torres y publicado en Flora de Veracruz 26: 28–31, f. 5. 1983.